# Resultados do Carnaval de Pelotas em 2006
Resultados do Carnaval de Pelotas em 2006. A campeã do grupo especial foi a escola General Telles com o enredo; Há um quê de sonho e magia, requinte e sedução - Diamantinos: 100 anos de glória e paixão.

## Escolas de samba
| Grupo Especial | Grupo Especial            | Grupo Especial | Grupo Especial |
| Colocação      | Escola                    | Pontos         | Ref.           |
| -------------- | ------------------------- | -------------- | -------------- |
| 1º             | General Telles            | 158,1          | [ 3 ] [ 4 ]    |
| 2º             | Estação Primeira do Areal | 157,8          | [ 3 ] [ 4 ]    |
| 3º             | Academia do Samba         | 144,1          | [ 3 ] [ 4 ]    |

## Escolas mirins
| Colocação | Entidade                        | Pontos | Desempate                | Ref.        |
| --------- | ------------------------------- | ------ | ------------------------ | ----------- |
| 1º        | Mocidade Recreativa do Obelisco | 153,2  |                          | [ 3 ] [ 4 ] |
| 2º        | Anjos do Navegantes             | 151,5  |                          | [ 3 ] [ 4 ] |
| 3º        | Acadêmicos da Lagoa             | 148,2  |                          | [ 3 ] [ 4 ] |
| 4º        | Brilho do Sol                   | 144,8  |                          | [ 4 ]       |
| 5º        | Ramirinho                       | 139,6  | Maior número de notas 10 | [ 4 ]       |
| 6º        | Águia de Ouro                   | 139,6  |                          | [ 4 ]       |

## Blocos infantis
| Colocação | Entidade        | Pontos | Ref.        |
| --------- | --------------- | ------ | ----------- |
| 1º        | Alegria e Samba | 47,7   | [ 3 ] [ 4 ] |
| 2º        | Mickey          | 47     | [ 3 ] [ 4 ] |
| 3º        | Águia Branca    | 46,2   | [ 3 ] [ 4 ] |

## Blocos burlescos
| Colocação | Entidade               | Pontos          | Ref.        |
| --------- | ---------------------- | --------------- | ----------- |
| 1º        | Bafo da Onça           | 50              | [ 3 ] [ 4 ] |
| 2º        | Gaviões do Pestano     | 48,7            | [ 3 ] [ 4 ] |
| 3º        | Linguarudas do Areal   | 47,1            | [ 3 ] [ 4 ] |
| 4º        | Mafa do Colono         | 45              | [ 4 ]       |
| 5º        | Bruxa da Várzea        | 44,8            | [ 4 ]       |
| 6º        | Sanatório da Guabiroba | 40              | [ 4 ]       |
| 7º        | Malvadas do Arco-Íris  | 39,7            | [ 4 ]       |
| 8º        | Vaca Louca da Várzea   | 36,4            | [ 4 ]       |
| 9º        | Candinhas da Cerquinha | 31,3            | [ 4 ]       |
| *         | Traíras da Castilho    | Desclassificado | [ 3 ] [ 4 ] |

## Bandas carnavalescas
| Colocação | Entidade                | Pontos          | Ref.        |
| --------- | ----------------------- | --------------- | ----------- |
| 1º        | Dona da Noite           | 40              | [ 3 ] [ 4 ] |
| 1º        | Entre a Cruz e a Espada | 40              | [ 3 ] [ 4 ] |
| 2º        | Ki-Bandaço              | 39,7            | [ 3 ] [ 4 ] |
| 3º        | Laranja                 | 38              | [ 3 ] [ 4 ] |
| 4º        | Meta                    | 35,8            | [ 4 ]       |
| 5º        | Ki-Folia                | 35              | [ 4 ]       |
| 6º        | Girafa da Cerquinha     | 33              | [ 4 ]       |
| 7º        | Babum Sul               | 30,5            | [ 4 ]       |
| 8º        | Camaleão                | 30,3            | [ 4 ]       |
| *         | Lobos da Cerca          | Desclassificada | [ 3 ] [ 4 ] |